# Austria en los Juegos Paralímpicos de Pekín 2008
Austria estuvo representada en los Juegos Paralímpicos de Pekín 2008 por un total de 38 deportistas, 34 hombres y cuatro mujeres.

## Medallistas
El equipo paralímpico austríaco obtuvo las siguientes medallas:
| Nombre               | Deporte          | Evento                         |
| -------------------- | ---------------- | ------------------------------ |
| Oro                  |                  |                                |
| Andrea Scherney      | Atletismo        | Salto de longitud F44 femenino |
| Thomas Geierspichler | Atletismo        | Maratón T52 masculino          |
| Wolfgang Schattauer  | Ciclismo en ruta | Contrarreloj HC A masculino    |
| Andreas Vevera       | Tenis de mesa    | Individual 1 masculino         |
| Plata                |                  |                                |
| Wolfgang Eibeck      | Ciclismo en ruta | Contrarreloj LC1 masculino     |
| Bronce               |                  |                                |
| Thomas Geierspichler | Atletismo        | 800 m T52 masculino            |